# Sulazepam
Il sulazepam è uno psicofarmaco appartenente alla categoria delle benzodiazepine. È il derivato tioammidico del diazepam e viene metabolizzato in diazepam , desmetildiazepam e oxydiazepam. Ha proprietà sedative, miorilassanti, ipnotiche, anticonvulsivanti e ansiolitiche come quelle di altre benzodiazepine. Non è mai stato commercializzato.